# Ripipteryx femorata
Ripipteryx femorata är en insektsart som beskrevs av Lucien Chopard 1956. Ripipteryx femorata ingår i släktet Ripipteryx och familjen Ripipterygidae. Inga underarter finns listade i Catalogue of Life.